# NHK多治見旭ヶ丘テレビ中継局
座標: 北緯35度21分45.9秒 東経137度5分49.4秒 / 北緯35.362750度 東経137.097056度

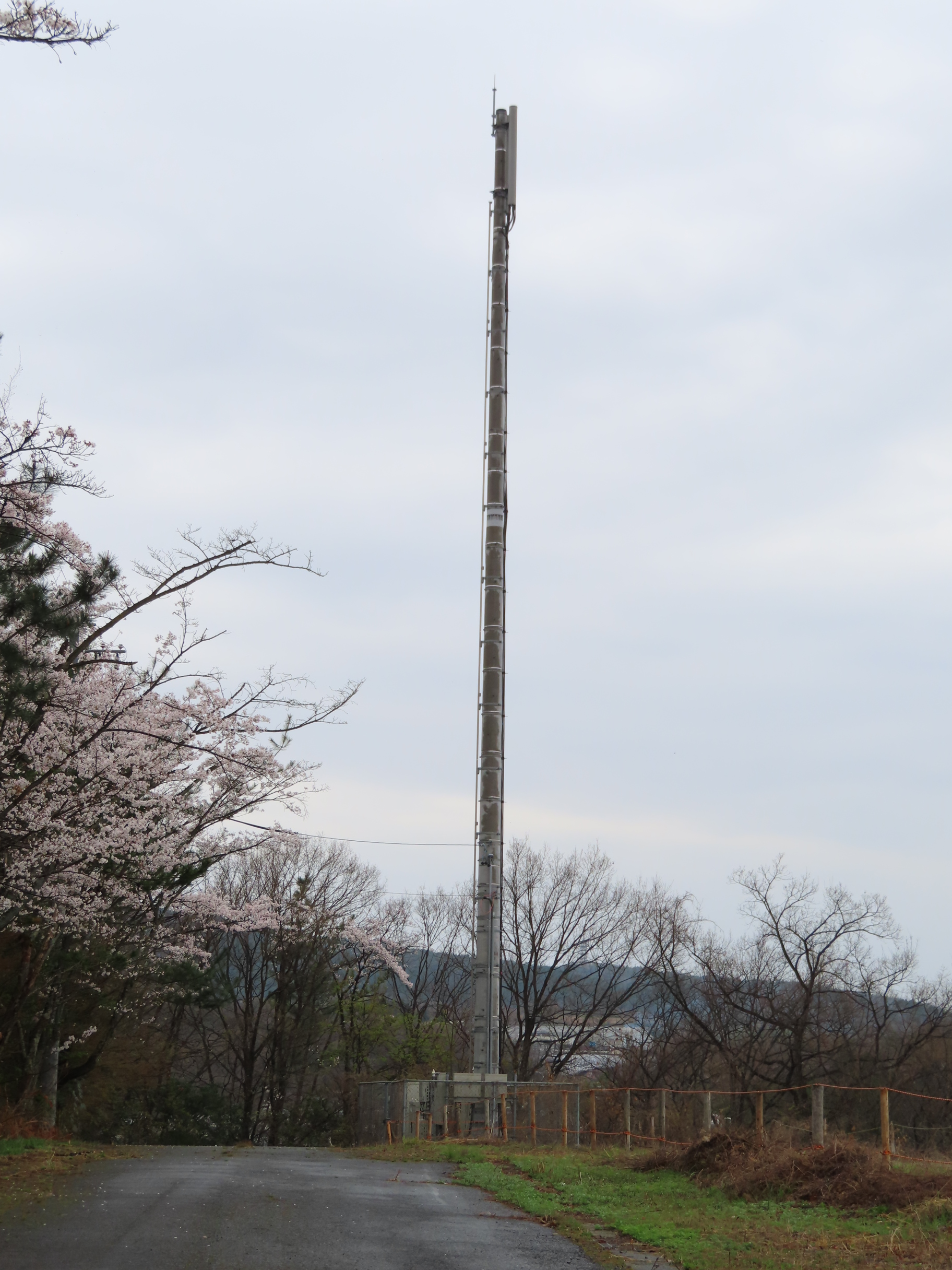
中継局の状況（2021年3月撮影）

NHK多治見旭ヶ丘テレビ中継局（エヌエイチケイたじみあさひがおかテレビちゅうけいきょく）は、岐阜県多治見市に置かれているテレビ中継局。

## 中継局概要

### デジタルテレビ
| リモコン キーID | 放送局名       | 物理 チャンネル | 空中線電力 | ERP   | 放送対象 地域 | 放送区域 内世帯数 | 偏波面   |
| --------------- | -------------- | --------------- | ---------- | ----- | ------------- | ----------------- | -------- |
| 2               | NHK 名古屋教育 | 50ch            | 50mW       | 120mW | 全国          | 約5,100世帯       | 水平偏波 |
| 3               | NHK 岐阜総合   | 47ch            | 50mW       | 120mW | 岐阜県        | 約5,100世帯       | 水平偏波 |

## 廃止された局の概要

### アナログテレビ
| チャンネル | 放送局名       | 空中線電力           | ERP                  | 放送対象 地域 | 放送区域 内世帯数 | 偏波面   | 放送終了日     |
| ---------- | -------------- | -------------------- | -------------------- | ------------- | ----------------- | -------- | -------------- |
| 48ch       | NHK 岐阜総合   | 映像500mW/ 音声125mW | 映像1.05W/ 音声270mW | 岐阜県        | 不明              | 垂直偏波 | 2011年 7月24日 |
| 52ch       | NHK 名古屋教育 | 映像500mW/ 音声125mW | 映像1.05W/ 音声270mW | 全国          | 不明              | 垂直偏波 | 2011年 7月24日 |

## 所在地
- 岐阜県多治見市高根町 「高根山」山頂（標高約225m）

## 放送エリア
- 多治見市及び可児市の一部、約5,100世帯[1]。

## 歴史

### デジタルテレビ
- 2010年11月11日 - 予備免許交付
- 2010年11月18日 - 試験放送開始
- 2010年12月9日 - 免許交付[2]
- 2010年12月13日 - 放送開始

### アナログテレビ
- 1981年2月26日 - 放送開始[3]
- 2011年7月24日 - 全局廃局となった。

## その他

### デジタルテレビ
- NHK（岐阜総合・名古屋教育）のみ置局され、民放局（CBC・THK・NBN・CTV・GBS）は置局されていない[4]。

### アナログテレビ
- 地上デジタルテレビ放送開始に伴い教育テレビの送信チャンネルが50chから52chに変更された。